# Катал Карраг Уа Конхобайр
Катал Каррах Уа Конхобайр (ум. 1202) — король Коннахта (1189—1202), сын и преемник короля Коннахта Конхобара Менмайге Уа Конхобайра (ум. 1189), внук короля Коннахта и верховного короля Ирландии Руайдри Уа Конхобайра (ум. 1198).

## Биография
Один из семи сыновей Конхобара Менмайге Уа Конхобайра, короля Коннахта (1183—1189). Личности его матери и жены неизвестны.
В 1185 году Катал Карраг впервые упоминается в ирландских анналах, когда во время междоусобицы в Коннахте он поддержал своего отца Конхобара Менмайге в борьбе против своего отца Руайдри Уа Конхобайра и его младшего брата Катала Кробдерга Уа Конхобайра.
В 1189 году после гибели своего отца Конхобара Менмайге, убитого заговорщиками, Катал Каррах Уа Конхобайр унаследовал королевский престол Коннахта. Вначале он схватил и умертвил Конхобара уи нДиармата, приёмного сына Руайдри Уа Конхобайра, отмстив ему за смерть своего отца. Тогда о своих претензиях на коннахтский трон заявил Катал Кробдерг Уа Конхобайр (1153—1224), младший брат Руайдри Уа Конхобайра и дядя Конхобара Менмайге Уа Конхобайра. Соперники призвали к себе на помощь англо-нормандских баронов, владевших территорией к западу от реки Шеннон.
После смерти своего прадеда Руайдри Уа Конхобайра Катал Каррах убил своего родственника, неназванного сына принца Бриана Брейфне, сына Тойрделбах Уа Конхобайра. В следующем году Катал Каррах заключил мир со своим дядей Каталом Кробдергом, предоставив ему земли в Коннахте. В 1201 году Катал Карраг изгнал своего дядю из королевства и короновался в качестве короля Коннахта.
В том же 1201 году Катал Кробдерг вместе с союзником Аэдом Уи Нейлом вторгся в Коннахт. Но король Катал Каррах вместе с коннахтскими дворянами и своим союзником Уильямом де Бургом нанес им тяжелое поражение. Позднее в этом же году английское войско под предводительством Джона де Курси и Уолтера де Ласи, младшего брата Гуго де Ласи, лорда Мита, союзники Катала Кробдерга, вступили в Коннахт, но потерпели поражение от Катала Карраха.
В 1202 году в битве при Корр Силайб король Коннахта Катал Карраг и его союзник Уильям де Бург потерпели поражение от Катала Кробдерга. Катал Каррах погиб в этом сражении.
Единственный сын Катала Карраха Мелаглин был убит в 1212 году.